# St. Franziskus (Stolberg)

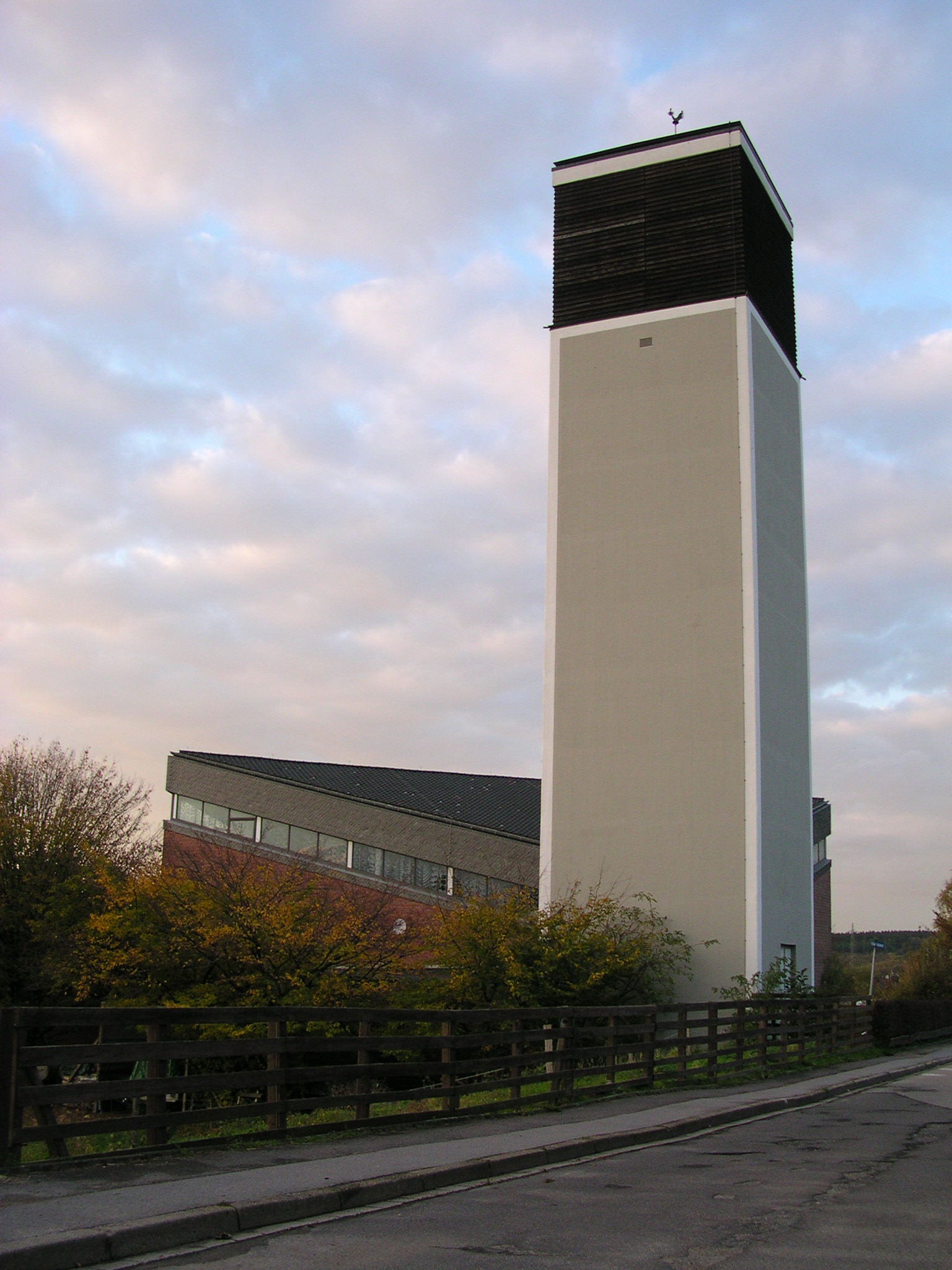
St. Franziskus

St. Franziskus ist eine römisch-katholische Filialkirche in Stolberg (Rhld.) in der Städteregion Aachen in Nordrhein-Westfalen.
Die Kirche ist dem hl. Franz von Assisi geweiht und eine Filialkirche der zum 1. Januar 2010 gegründeten Großpfarre St. Lucia Stolberg.

## Lage
Das Kirchengebäude befindet sich nördlich der Stolberger Unterstadt in der Velau an der Ecke Franziskusstraße / Kapuzinerweg.

## Geschichte
Bereits 1923 gab es Bemühungen um einen Kirchenbau im Norden des Pfarrgebiets der Pfarre St. Mariä Himmelfahrt. Die Stadt Stolberg schenkte daraufhin der Pfarre ein Baugrundstück, welches der Kirchenvorstand am 21. November 1923 annahm. Jedoch kam es vorerst nicht zum Bau einer Kirche, was zum einen an der unsicheren wirtschaftlichen und politischen Situation gelegen haben mag und zum anderen am Ausbruch des Zweiten Weltkriegs 1939.
Erst nach dem Krieg erfolgte eine Wiederaufnahme der Kirchbauplanungen im Stolberger Norden. 1961 konnte ein geeignetes Baugrundstück erworben werden und im Jahr 1965, also 42 Jahre nach den ersten Überlegungen zum Kirchenbau, wurde mit dem Bau begonnen. Der Grundstein wurde am 28. März 1965 gelegt und 1967 war die Kirche fertiggestellt. Am 17. Dezember 1967 fand schließlich die Kirchweihe statt. Die Pläne lieferte der Aachener Architekt Hans Heinemann.
Am 4. Oktober 1967 wurde St. Franziskus zur Pfarrei erhoben und vollständig von der Mutterpfarre St. Mariä Himmelfahrt abgetrennt.
Zum 1. Januar 2010 wurde die Pfarre im Zuge der Umstrukturierungsmaßnahmen des Bistums Aachen aufgelöst und mit den ebenfalls aufgelösten Pfarren St. Sebastian Atsch, St. Lucia Stolberg, St. Josef DonnerbergHerz Jesu Münsterbusch, St. Hermann Josef Liester und St. Mariä Himmelfahrt Stolberg-Mühle zur neuen Großpfarre St. Lucia Stolberg fusioniert.

## Baubeschreibung
St. Franziskus ist eine Backsteinhalle auf quadratischem Grundriss in Formen der Moderne. Der Altarraum befindet sich in der Südecke, die Südwand ist im östlichen Teil zur Werktagskapelle hin geöffnet. Der Glockenturm ist freistehend. Den Gläubigen stehen 450 Sitzplätze zur Verfügung.

## Ausstattung
Im Innern befindet sich eine moderne Ausstattung. Der Altar besteht aus belgischem Blaustein. Ein Gabelkreuz des Künstlers Klaus Iserlohe von 1967 befindet sich in der Kirche sowie ein Tabernakel aus Kupfer mit Bergkristallen und 14 Kreuzwegstationen aus Lindenholz. Die Orgel aus dem Jahr 1967 ist ein Werk der Orgelbauanstalt Karl Bach aus Aachen um verfügt über 15 Register. Die Fenster im Lichtband unter der Traufe schuf Peter Hodiamont 1965.

## Pfarrer
Folgende Priester wirkten bis zur Auflösung der Pfarre 2010 an St. Franziskus als Pfarrer:
| von – bis | Name                   |
| --------- | ---------------------- |
| 1967–1980 | Anton Classen          |
| 1980–2010 | Paulus Dawit Mesghinna |